# Любомир Левичаров
Любомир Кръстев Левичаров (23 май 1898 – 16 март 1985) е български анархокомунист от второто поколение, стопански и обществен деец, публицист и политически затворник.
Завършва Търговско-стопанския отдел в Свободния университет в София (1927). Счетоводител е в Лозаро-винарска кооперация „Пазарджишки памид“ (1923 – 1927), съдружник в търговско предприятие за електроматериали (1927 – 1934), помощник-кмет (1934), директор на Кооперативна популярна банка в Стара Загора (1935), на Пазарджишката популярна банка (1936 – 1944). Работи и като счетоводител (1954 – 1960). Редактор е на вестниците „Изгрев“, „Подем“, „Кооперативна пробуда“ и „Лъча“ (1927 – 1942).
През 1915 г. като ученик в Карлово Любомир Левичаров участва в издавания в Татар Пазарджик хумористичен вестник „Тирбушон“, от който излизат само шест броя. Там списва под творчески псевдоним Альоша Чьорни. Когато по-късно учи в Пазарджишката мъжка гимназия, участва в ученическата стачка на 11 май 1919 г. По случай празника на Св. св. Кирил и Методий двама войници с натъкнати на пушките си ножове го отвеждат. По спомени на Владимир Фучалов при идването през септември 1919 г. на Георги Шейтанов в Пазарджик заедно с ученици, някои от които конспиратори, участва в сбирка, прекратена поради забрана от полицията.
През 1945 г. Любомир Левичаров е осъден от така наречения „Народен съд“ на десет години строг тъмничен затвор, лишаване от политически права за петнадесет години и пълна конфискация на имуществото му по причина, че като директор на банка е отпуснал парични средства в помощ на семейството на убит полицай. През 1954 г. е реабилитиран и помилван от властта.

## Семейство
- Баща – Кръстьо Левичаров (1873 – 1945), също анархист.
- Майка – Ана Траколникова (1870 – 1964), българска учителка.